# Битка за Санта Клара
Битката за Санта Клара е събитие от края на 1958 година.
Тя е сред най-важните военни действия по време на кубинската революция, довело до свалянето на диктатурата на Фулхенсио Батиста и установяване на народна власт. Начело на революционерите в Санта Клара е команданте Че Гевара. 12 часа след завземането на града президентът Батиста напуска страната. Така се ражда легендата за Ернесто Че Гевара.
Че навлиза в града по тъмно и заема стратегически позиции за следващия ден. Помагат му местните жители, които правят барикади на улиците, за да затруднят правителствените танкове. Те също така повреждат железопътната линия, което на следващия ден води до дерайлирането на брониран влак с боеприпаси, изпратен от Батиста. Че също така обгражда местния гарнизон.
На 31 декември той завзема целия град без военния гарнизон. Много от войниците на Батиста нямат желание да се бият, има слухове и за подкупи. В новогодишната нощ изпадналият в паника Батиста заминава за Доминиканската република. На следващия ден войниците в гарнизона се предават. Това освобождава пътя към Хавана и войските на революционерите начело с Фидел Кастро влизат триумфално в столицата.